# Reprezentacja Hiszpanii w hokeju na lodzie kobiet
Reprezentacja Hiszpanii w hokeju na lodzie kobiet – narodowa żeńska reprezentacja tego kraju. Należy do Dywizji Piątej.

## Starty w Mistrzostwach Świata
- 2009 – Dywizja Czwarta odwołana
- 2011 – 32. miejsce

## Starty w Igrzyskach Olimpijskie
- Hiszpanki nigdy nie zakwalifikowały się do Igrzysk Olimpijskich.